# Giovanni Battista Cassinis

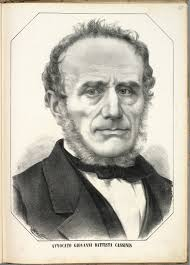

Giovanni Battista Cassinis (Masserano, 25 febbraio 1806 – Torino, 18 dicembre 1866) è stato un giurista e politico italiano.

## Biografia
Era il primo dei sette figli del notaio Orazio Cassinis e di Orsola Avogadro di Quaregna.
È, assieme a Quintino Sella e ad Alfonso La Marmora, uno dei figli più conosciuti della città di Biella. Fu giureconsulto del foro di Torino e statista nel Regno d'Italia. Venne eletto il 26 maggio 1863 Presidente della Camera dei deputati nell'VIII legislatura.
La sua carriera professionale e politica aveva avuto inizio nella sua regione di origine, il biellese, dapprima come consigliere municipale nella natìa Masserano, poi come rappresentante del collegio di Salussola nella I legislatura del Parlamento subalpino.
Venne rieletto deputato nella IV legislatura, divenendo uno dei maggiori collaboratori di Camillo Benso conte di Cavour. Lo stesso Cavour gli affidò nel 1857 la difesa giudiziaria dei diritti relativi all'uso delle acque in terreni di sua proprietà.
Nel 1860, sempre al fianco di Cavour, Cassinis divenne ministro di Grazia e Giustizia, orientando la propria attività sull'estensione dei codici piemontesi alle province annesse e all'elaborazione di un nuovo Codice Civile.
Nell'ottobre dello stesso anno assunse la carica di ministro degli Interni, ruolo che lo portò a compiere nel meridione d'Italia una lunga missione tesa ad accelerare la procedura di unificazione nazionale.
Tre anni dopo, il 26 maggio del 1863, venne eletto alla carica di presidente della Camera dei deputati. Sotto il suo mandato venne votata la proposta per il progetto di legge che doveva ostacolare e combattere il brigantaggio.
Fu nominato senatore del Regno l'8 ottobre del 1865, ma soltanto un anno dopo, il 18 dicembre del 1866, morì suicida a Torino. Alla base del tragico gesto pare sia stato un momento di sconforto determinato da sue errate scelte riguardo ad alcune importanti nomine politiche.
In occasione del bicentenario della nascita, il comune natale ha dedicato nel 2006 a questa importante figura di statista - spesso trascurata dagli storiografi - alcuni convegni di studio e varie manifestazioni commemorative, inclusa l'emissione di un annullo filatelico con cartolina postale dedicata. Nel Borgo inferiore di Masserano, dove nacque, lo ricorda una targa mentre documenti storici e un piccolo busto sono esposti al Palazzo dei Principi.
A Torino, città nella quale chiuse la sua parabola esistenziale, Cassinis è ricordato con una statua situata nell'area verde di Piazza Arbarello che lo indica come Rettissimo d'animo, coltissimo d'ingegno, nel foro torinese valente giureconsulto, nel Regno d'Italia benemerito statista che tenne degnamente gli uffici di guardasigilli, di presidente della Camera dei deputati, di senatore. Meritò ed ebbe universale stima e rispetto.
È sepolto nel Cimitero monumentale di Torino.